# Guerra de la Restauración
La Guerra de la Restauración (1863-1865), también conocida en España como Guerra de Santo Domingo, fue una guerra llevada a cabo entre rebeldes dominicanos separatistas y las autoridades españolas de Santo Domingo.

## Antecedentes

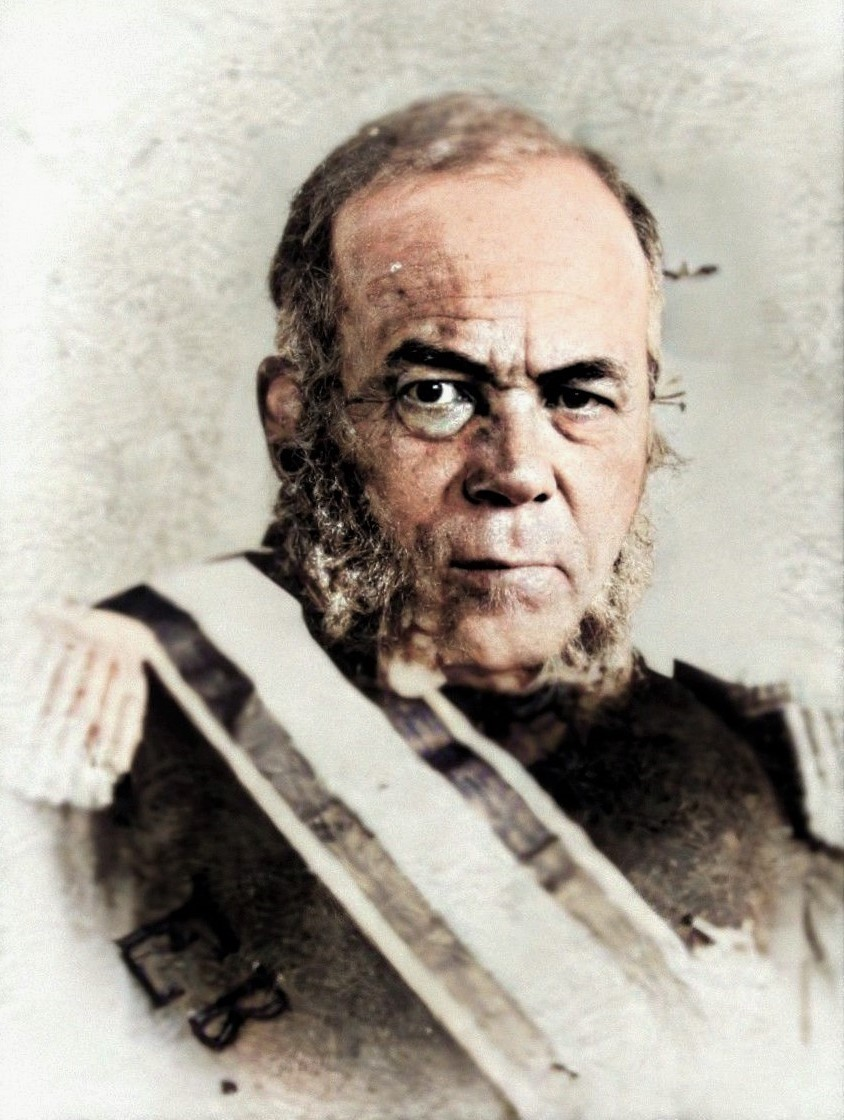
El terrateniente y caudillo Pedro Santana fue el promotor de la anexión del país a España en 1861.

En 1861, el general Pedro Santana había arrebatado la presidencia a Buenaventura Báez, quien había quebrado la Tesorería de la Nación con grandes ganancias para sí mismo. Frente a una crisis económica, así como la posibilidad de un nuevo ataque de Haití, Santana pidió a España que retomara el control de su antigua posesión bajo la categoría de provincia, con tan solo 17 años de independencia respecto del vecino haitiano. Al principio, la monarquía española estaba preocupada, pero con los Estados Unidos ocupados con su propia guerra civil e incapaces de imponer la Doctrina Monroe, consideraba que había una oportunidad para fortalecer su posición en Hispanoamérica. El 18 de marzo de 1861, se anunció la anexión, y Santana se convirtió en gobernador general de la recién creada jurisdicción.[cita requerida]
Sin embargo, este acto no fue bien recibido por todos. El 2 de mayo, el general José Contreras lideró una fallida rebelión, y Francisco del Rosario Sánchez encabezó una invasión desde Haití (cuyo gobierno, aunque oficialmente neutral, le preocupaba que España afianzase su poder en la zona), pero fue capturado y ejecutado el 4 de julio de 1861. Santana renunciaría a su cargo en enero de 1862 tras sostener diferencias con las autoridades españolas en Cuba que limitaron su poder y que destituyeron a sus amistades para colocar a peninsulares en los cargos de poder; la reina Isabel II le confirió el marquesado de las Carreras como compensación por sus servicios al Reino.[cita requerida]

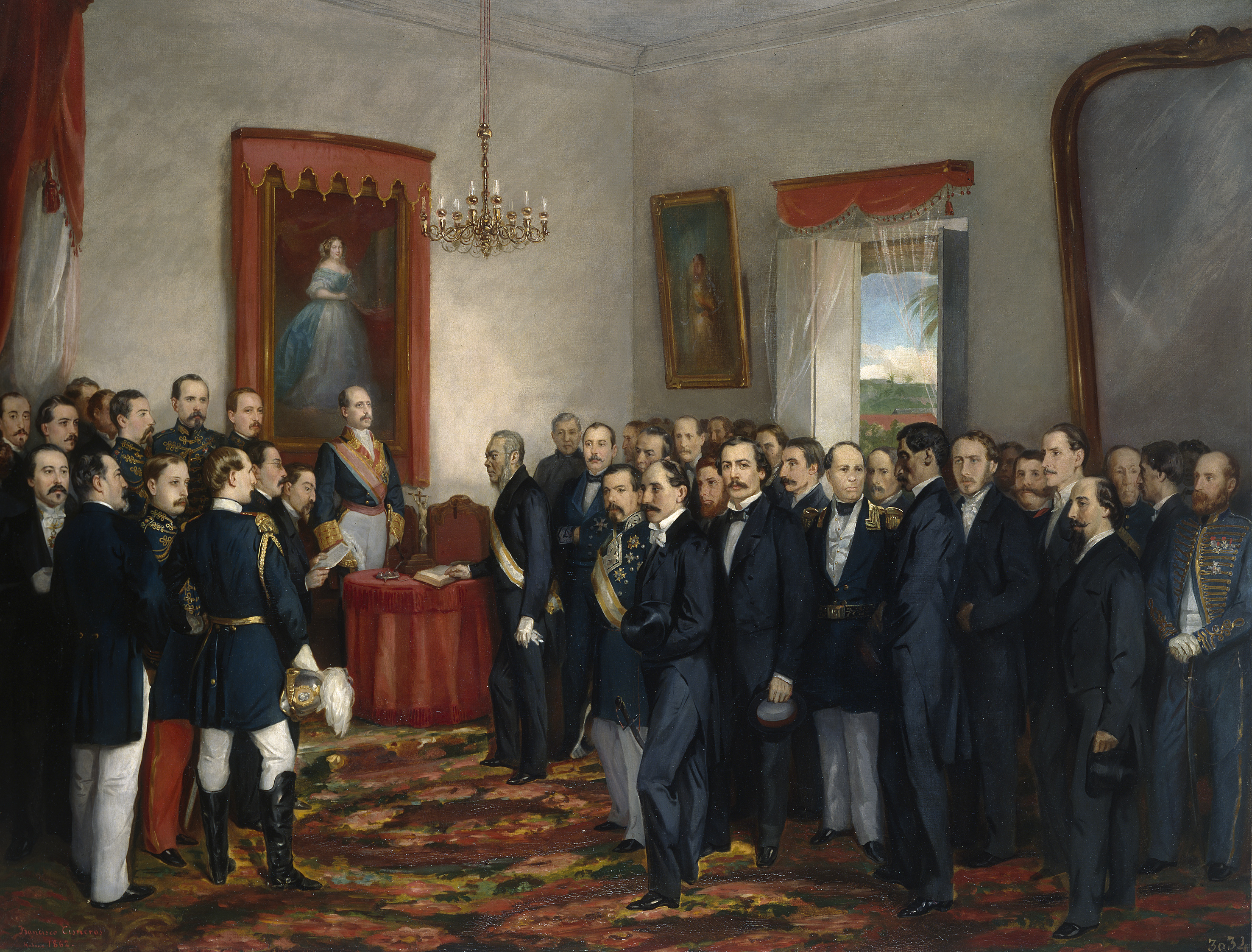
Jura del gobernador y capitán general de Santo Domingo, don Pedro Santana, pintado por Wenceslao Cisneros, 1862 (Museo del Prado, Madrid).

Las autoridades españolas comenzaron a alienar a la población en general mediante el establecimiento de una política conocida como “bagajes”, que requería que los ciudadanos entregaran cualquier animal de trabajo a los militares españoles sin ningún tipo de garantía de indemnización. Esto fue especialmente problemático en la región del Cibao en el norte, donde los agricultores dependían de sus animales para su sustento. Un segundo factor fue cultural: el nuevo arzobispo de España se horrorizó al descubrir que un gran número de parejas dominicanas no estaban casadas. Esta situación se produjo debido al pequeño número de sacerdotes en el país, a la pobreza y la falta de caminos y transporte para llegar a una iglesia para casarse, así como a la dinámica de relaciones informales que durante siglos habían tenido que establecer la población esclavizada. Con las mejores intenciones, el arzobispo Bienvenido Monzón quería poner remedio a esta situación en un corto tiempo, pero sus demandas solo irritaban a la población local que había llegado a aceptar el estado actual de los nacimientos ilegítimos de forma normal.[cita requerida]
Económicamente, el nuevo gobierno también impuso aranceles más altos para los productos no españoles y los buques y trató de establecer un monopolio sobre el tabaco, contrariando a las clases comerciantes también. A finales de 1862, los funcionarios españoles estaban empezando a temer la posibilidad de una rebelión en la región del Cibao, donde la oposición a las autoridades españolas era mayor que en el sur. Por último, había rumores infundados de que España volvería a imponer la esclavitud y enviar a los dominicanos negros a Cuba y Puerto Rico.[cita requerida]
Mientras tanto, España había emitido una orden real en enero de 1862 declarando su intención de recuperar los territorios que Toussaint Louverture había tomado por Haití en 1794. En un intento de sofocar los disturbios en la región dominicana, las tropas españolas habían desalojado a los haitianos que vivían en estas áreas a lo largo de la frontera haitiano-dominicana. El presidente haitiano, Fabre Geffrard renunció a su posición de neutralidad y empezó a ayudar a los rebeldes dominicanos.[cita requerida]

## Revueltas preliminares de 1863

### Neiba
El malestar general que existía en la ahora capitanía general de Santo Domingo “ya era evidente en los meses de noviembre y diciembre de 1862 cuando los oficiales españoles presentían el estallido de una rebelión en breve plazo”. El Cibao, según los informes, era la región más inclinada a una rebelión.[cita requerida]
El comandante Cayetano Velázquez, al mando de un grupo de 150 hombres, asaltó el 9 de febrero de 1863 el pueblo de Neiba y tomó cautivo a su jefe militar, el general Domingo Lázala, tomando municiones y armamento. Este movimiento estaba falto de preparación, lo que fue causa de su fracaso. El alcalde ordinario mandó arrestar al comandante Velázquez, y sus hombres se rindieron sin oponer resistencia alguna.[cita requerida]
Esta revuelta estaba desconectada de la amplia conspiración que se tramaba en el Cibao, sobre todo en la Línea Noroeste.[cita requerida]

### Línea Noroeste
El 21 de febrero del 1863, un movimiento organizado por el poderoso hacendado Santiago Rodríguez y por Lucas Evangelista de Peña, Juan Antonio Polanco, hermano mayor del general Gaspar Polanco, Benito Monción y Pedro Antonio Pimentel, entre otros, intentó restaurar los pueblos de Santiago, Puerto Plata, Moca, La Vega, San Francisco de Macorís, San José de las Matas y los pueblos de la Línea Noroeste (La Línea). Las operaciones de San José de las Matas estuvieron a cargo de Gregorio Luperón, un humilde puertoplateño que se había unido a la causa, pero sus tropas fueron derrotadas por el coronel de las Reservas Dominicanas -fuerza local al servicio de España- José María Checo, quien más tarde pasó al lado de los restauradores.[cita requerida]
Atacaron la plaza de Guayubín, pero fueron frenados por el general Fernando Valerio, que estaba el mando de las reservas militares de la ciudad, aunque luego tuvieron éxito en un segundo ataque. El general José Antonio Hungría, comandante de Armas y gobernador de Santiago, puso en marcha las tropas españolas hacia Guayubín y luego hacia Sabaneta, donde derrotó a los revolucionarios con la ayuda del general Gaspar Polanco, que comandaba la caballería, todavía al servicio de los españoles.[cita requerida]

#### Rebelión de Santiago
Cuando en Santiago se supo que la plaza de Guayubín había sido tomada por Lucas Evangelista de Peña y su gente, los dirigentes de la conspiración en Santiago, que eran los miembros del Ayuntamiento y otras personas prominentes, se rebelaron. La sublevación fue derrotada y el 17 de abril fueron fusilados frente al cementerio de Santiago el poeta Eugenio Perdomo, Pedro Ignacio Espaillat, José Vidal Pichardo, Carlos de Lora, Ambrosio de la Cruz, el coronel Pierre Thomas y el general Antonio Bautista, responsables de la revuelta de Santiago.[cita requerida]

## Guerra restauradora

### El Grito de Capotillo
El 16 de agosto de 1863, un nuevo grupo de 14 hombres bajo el liderazgo de Santiago Rodríguez hizo una audaz incursión en el cerro de Capotillo (Dajabón) e izaron el pabellón dominicano. Esta acción, conocida como el Grito de Capotillo, fue el comienzo de la guerra. Entre los integrantes se encontraban Benito Monción, Juan Antonio Polanco (hermano mayor del general Gaspar Polanco) y Pedro Antonio Pimentel, entre otros. El experimentado guerrero Gaspar Polanco esta vez se coloca a su lado y llega con ellos a las afueras de la ciudad de Santiago, la cual fue sitiada por miles de hombres.[cita requerida]
Expedicion de Tropas de Refuerzo a Santo Domingo tras el Grito de Capotillo
A raíz de las posteriores rebeliones en diversas zonas del país, los españoles empezaron a desplegar tropas de Cuba y Puerto Rico y también de la península hacia Santo Domingo para sofocar los encontronazos que se daban en todo el territorio de la provincia.[cita requerida]
La guarnición española en octubre de 1863 era la siguiente:
- Primera Brigada
- Coronel Don Julián González Cadete
- Batallón de Cazadores de La Unión.
- Batallón de Tarragona.
- Cuarta Compañía de Montaña del Regimiento de Cuba.
- Segunda Brigada.
- Coronel Don Joaquín Suárez.
- Batallón de Isabel II.
- Batallón de Nápoles.
- Tercera Compañía de Montaña del Regimiento de Cuba.
- Milicias del País, capitán Máximo Gómez (Milicia).
- Tropas del Cuartel General (Sede).
- Primera Sección de Cazadores de África.
- Primera Sección de Lanceros de la Reina (Lanceros).

### La Toma de Santiago

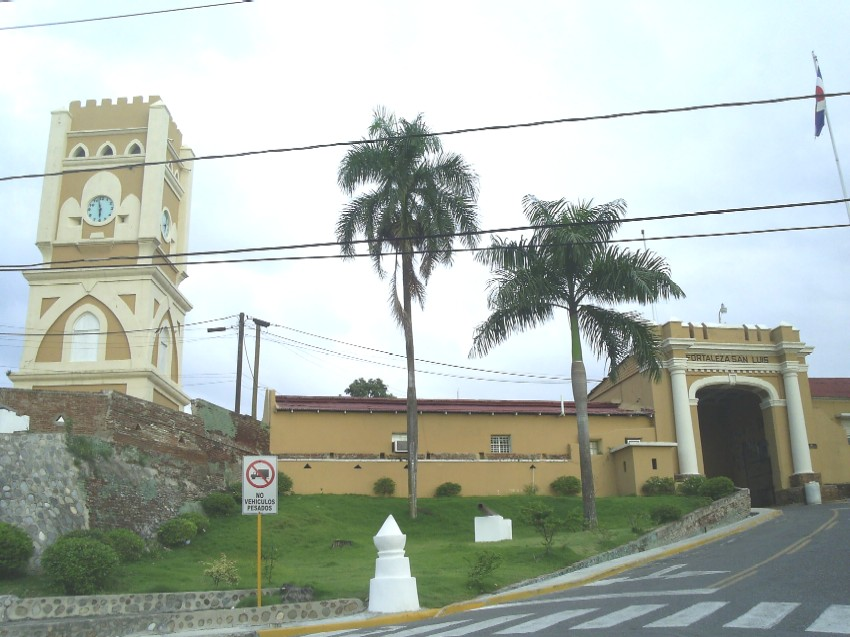
Fortaleza San Luis

Una ciudad tras otra en el Cibao se unieron a la rebelión y, el 13 de septiembre, un ejército de 6.000 partidarios de la independencia liderados por el comandante en jefe de la guerra restauradora, el general Gaspar Polanco, enfrentaron a la guarnición leal a España, que se atrincheró en la fortaleza de San Luis, en Santiago. Polanco tomó la decisión de incendiar parte del pueblo de Santiago para rodear la fortaleza de San Luis con un torrente de llamas y humo. La estrategia surtió el efecto esperado, ya que, cuando la ciudad quedó en cenizas, perdió valor estratégico para las tropas leales a España, que no tenían dónde abastecerse ni dónde guarecerse. Cuando los sitiados en la fortaleza de San Luis decidieron salir hacia Puerto Plata, fueron perseguidos tenazmente y emboscados en El Carril y El Limón, lo que causó numerosas pérdidas a las tropas leales a España. La precipitada retirada hacia Puerto Plata produjo 1.300 bajas a los leales a España entre muertos, heridos y desaparecidos.
Los restauradores también capturaron Puerto Plata, que fue saqueada e incendiada. El daño a Santiago y a Puerto Plata se estimó en 5.000.000 $.

### La Batalla de la Canela
El único enfrentamiento de una cierta importancia ganado por los restauradores después de agosto-septiembre de 1863 fue el acaecido en La Canela, cerca de Rincón, en la región sur, donde el general José María Cabral con unos 600 hombres derrotó a unos 80 peninsulares y 31 criollos que se encontraban a campo abierto, no protegidos por fortificaciones, el 4 de diciembre de 1864. En este combate el general Timoteo Ogando luchó cuerpo a cuerpo con dos y tres soldados al mismo tiempo y los dejaba tendidos en un charco de sangre de sus propios cuerpos.

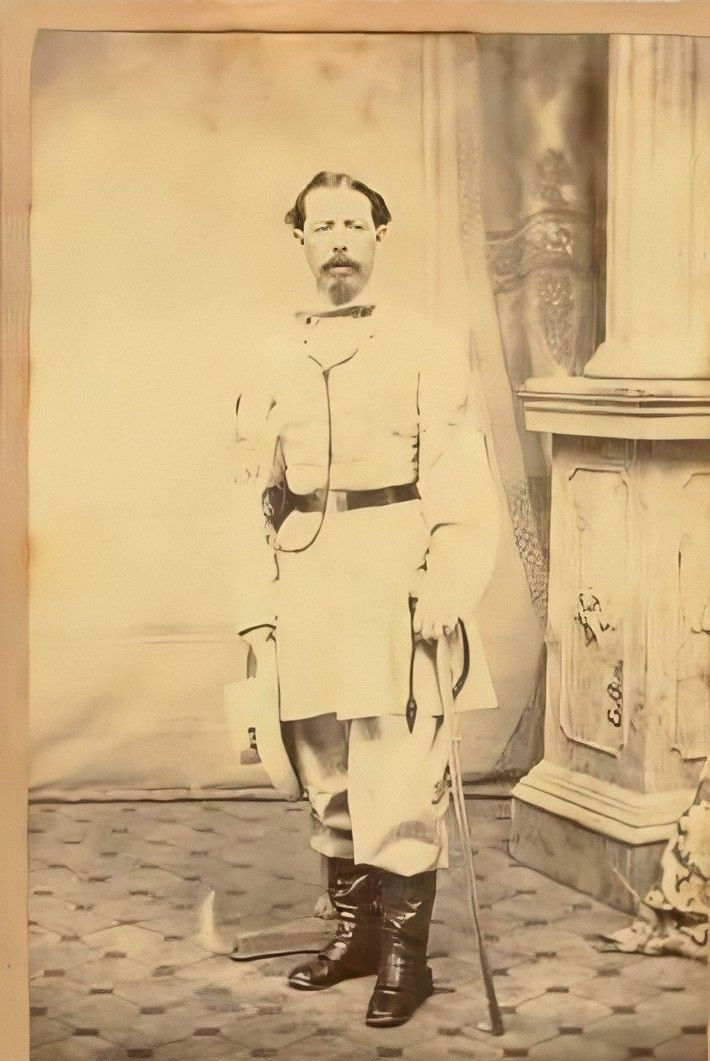
Oficial militar español con revólver, Santo Domingo, 1864-65.

La acción de la Canela redujo a los leales a España en el gobierno de Azua a sólo su capital, pues Barahona hacía tiempo que se había abandonado; conque, por la banda del Sur, al terminar el año 1864, únicamente ocupaban aquella ciudad, la de Santo Domingo y la tenencia de gobierno de Baní, y, por la banda del Norte Cayo Levantado frente a Samaná, Puerto Plata y Montecristi. En el frente sur, los combates de los guerrilleros sureños se repetían por todas partes, y las fuerzas restauradoras ocupaban las ciudades y los pueblos, donde imponían su autoridad.

### Derrota en Montecristi

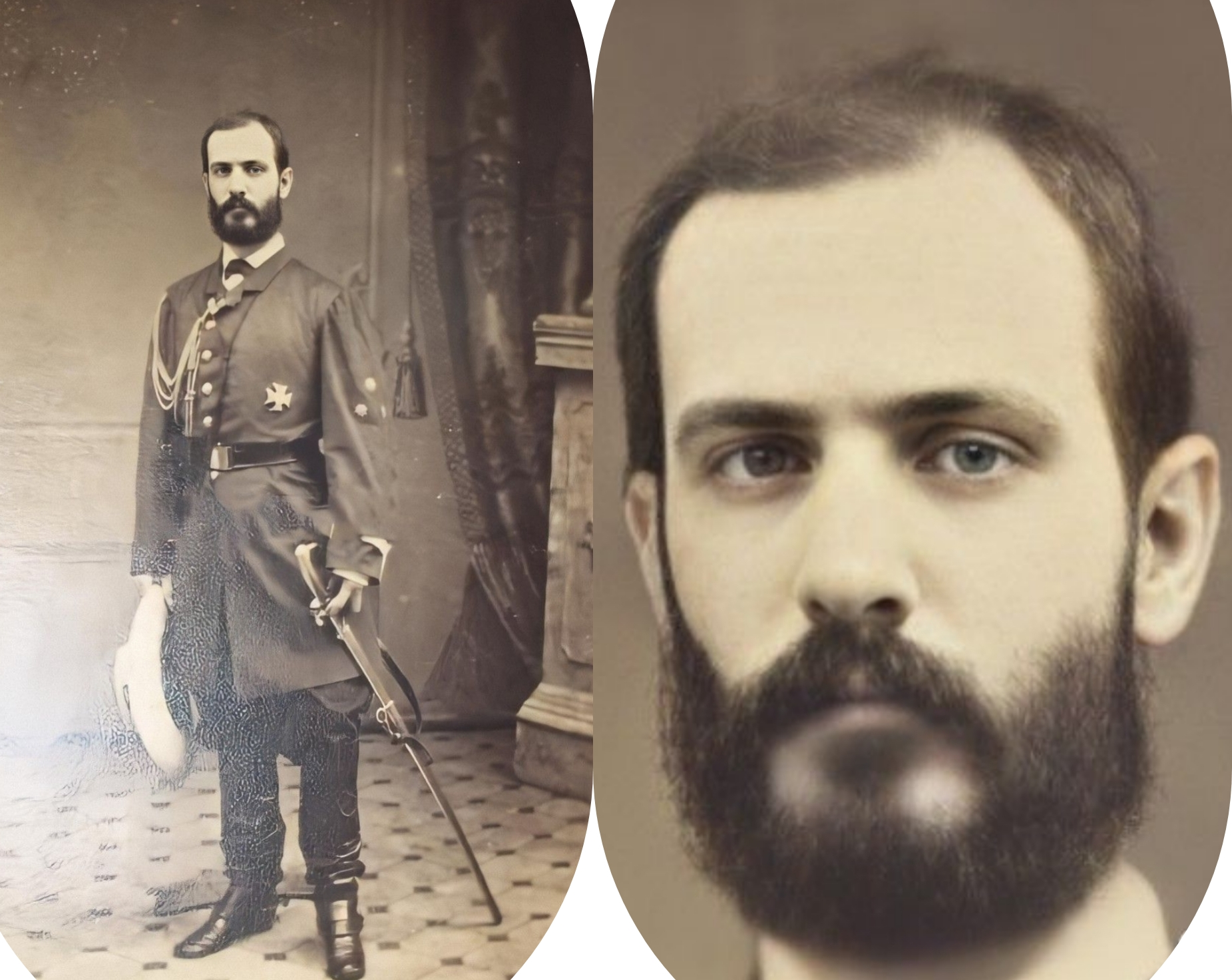
Rara fotografía de la Guerra de Restauración, (con resolución mejorada) del teniente Curbelo, ayudante de campo y probable ayudante de José de La Gándara, Santo Domingo, 7 de noviembre de 1864.

El que a los leales a España les convenía la batalla frontal y a los partidarios de la restauración de la independencia, el combate irregular se muestra en los hechos acontecidos en Montecristi, en mayo del 1864, cuando 6.000 soldados procedentes de Santiago de Cuba comandados por José de la Gándara y apoyados en 13 piezas de artillería derrotaron a los restauradores que presentaron resistencia a su desembarco y a la toma de dicha ciudad.

## Gobierno Restaurador
José Antonio 'Pepillo' Salcedo, quien se había autoproclamado presidente de la República sin la aprobación de la mayoría de los restauradores, inmediatamente calificó a Santana, que ahora era líder de las fuerzas españolas, como traidor. Salcedo intentó pedir ayuda a los Estados Unidos, pero fue rechazada.[cita requerida]
España tuvo un momento difícil luchando contra los rebeldes. En el transcurso de la guerra, perdería más de 33 millones de pesos y sufriría más de 10.000 víctimas (en gran parte debido a la fiebre amarilla). Santana, quien había sido venerado como un excelente estratega militar, se vio incapaz de romper la resistencia independentista. En marzo del 1864, desobedeció deliberadamente las órdenes de concentrar sus fuerzas en torno a Santo Domingo y fue reprendido y relevado de su cargo por el Gobernador General José de la Gándara, quien mandó a Santana a Cuba para hacer frente a una corte marcial. Santana murió antes de que esto ocurriera.[cita requerida]
De la Gándara trató de negociar un alto el fuego con los rebeldes. Él y Salcedo aceptaron debatir las condiciones de paz, pero, en medio de las negociaciones, Salcedo fue derrocado y asesinado por órdenes de Gaspar Polanco y con la aprobación de la mayoría de los restauradores. Polanco, que estaba ya disgustado por los errores militares que Salcedo había cometido durante la guerra, no aprobó la actitud vacilante de Salcedo frente a las autoridades españolas, además de su preocupación de que Salcedo tuviera la intención de retornar al expresidente anexionista Buenaventura Báez, a quien los rebeldes odiaban tanto como odiaban a los españoles por sus acciones antes del golpe de Estado a Santana en julio de 1857. A pesar de que Báez se había opuesto inicialmente a la reincorporación a España, una vez se produjo vivió en España con un subsidio del Gobierno y tuvo el grado honorario de mariscal de campo en el Ejército español. No fue sino hasta el final de la guerra que volvió a la República Dominicana.[cita requerida]
A pesar de haber tomado medidas positivas en el área económica y educativa, Polanco fue acusado de establecer un monopolio del tabaco en nombre de sus amigos y relacionados. Por esta acción arbitraria fue derrocado de la presidencia por un movimiento que su hermano Juan Antonio apoyó encabezado por Pimentel, Monción y García, quienes no aprobaron algunas de sus decisiones. Fue sustituido por Benigno Filomeno de Rojas y Gregorio Luperón, en enero del 1865. Dándole tregua a la lucha, la junta provisional organizó una nueva constitución, y cuando se aprobó, el general Pedro Antonio Pimentel se convirtió en el nuevo presidente el 25 de marzo del 1865.[cita requerida]

## Abandono de las tropas españolas
En España, la guerra estaba demostrando ser extremadamente impopular. En combinación con otras crisis políticas que estaban ocurriendo, que llevaron a la caída del primer ministro español, Leopoldo O'Donnell. El Ministro de Guerra de España ordenó el cese de las operaciones militares en la isla, mientras que el nuevo primer ministro Ramón María Narváez llevó el asunto ante las Cortes Generales.[cita requerida]
Las Cortes decidieron que no querían financiar una guerra por un territorio que en realidad no necesitaban, y el 3 de marzo de 1865, la reina Isabel II firmó la anulación de la anexión. El 15 de julio, las tropas españolas abandonaron la isla.[cita requerida]

## Secuelas

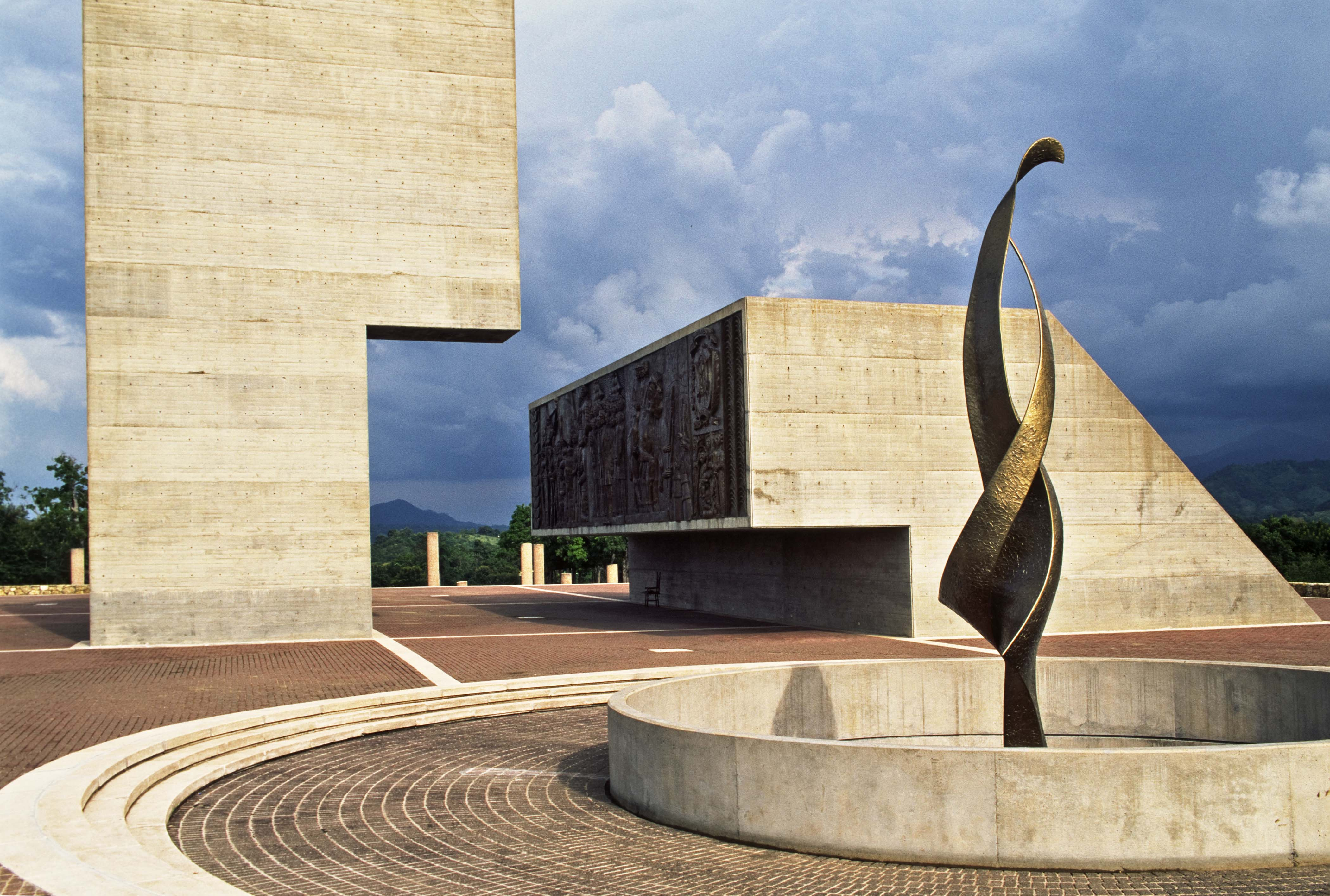
Monumento a la Guerra de Restauración

Aunque muchas ciudades dominicanas y la agricultura en todo el país fueron destruidas (a excepción del tabaco) durante la guerra, la Guerra de Restauración trajo un nuevo nivel de orgullo nacional a la República Dominicana. La victoria dominicana también le demostró a los cubanos y puertorriqueños que España podía ser derrotada. Por otro lado, en la política local, el liderazgo durante la guerra se concentró en las manos de pocos caudillos regionales, quienes podían ordenar la lealtad de las regiones. Este sistema de poder político se mantuvo hasta 1930.[cita requerida]
La política dominicana se mantuvo inestable durante los siguientes años. Pimentel fue presidente durante solo cinco meses antes de ser reemplazado por José María Cabral. Cabral, a su vez fue derrocado por Buenaventura Báez en diciembre de 1865, pero retomó la presidencia en mayo de 1866.  Sus negociaciones con los Estados Unidos sobre la posible venta de la tierra alrededor de la Bahía de Samaná resultaron ser tan impopulares que Báez fue capaz de recuperar la presidencia una vez más en 1868.[cita requerida]
En las relaciones dentro de la isla, la guerra marcó un nuevo nivel de cooperación entre Haití y la República Dominicana. Hasta entonces, Haití había considerado la isla de La Española como "indivisible" y había intentado, sin éxito, conquistar la mitad oriental varias veces en el pasado. La guerra obligó a Haití a darse cuenta de que este objetivo era esencialmente inalcanzable, y fue sustituido por años de disputas fronterizas entre los dos países.[cita requerida]
El 16 de agosto se conmemora un día de fiesta nacional en la República Dominicana, así como el día que el presidente dominicano es juramentado en su cargo cada cuatro años.[cita requerida]